# Eisothistos rishikondensis
Eisothistos rishikondensis is een pissebed uit de familie Expanathuridae. De wetenschappelijke naam van de soort is voor het eerst geldig gepubliceerd in 1993 door Kumari, Rao & Shyamasundari.